# Kristina Lundgren

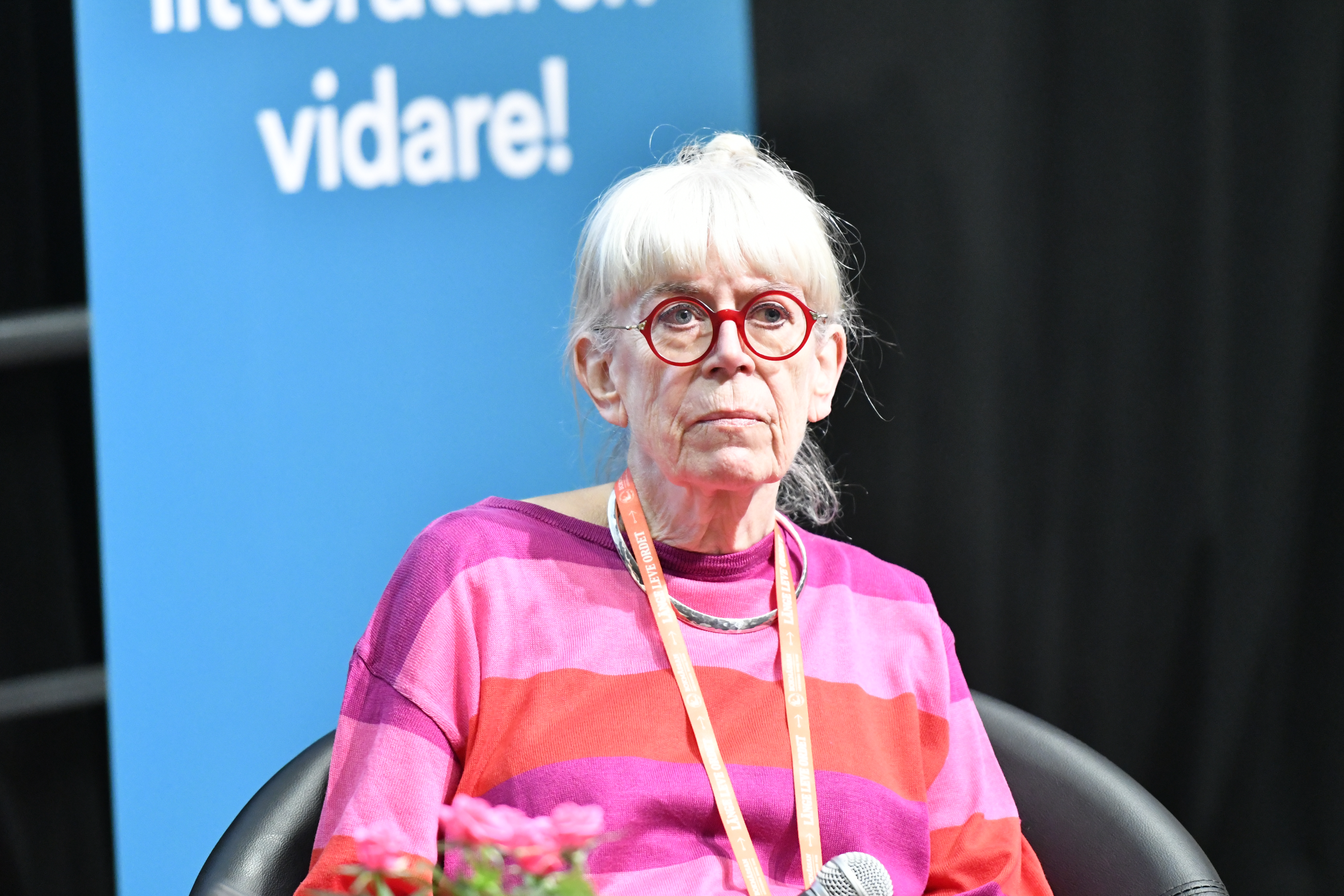
Kristina Lundgren på bokmässan 2024.

Irma Kristina Margareta Lundgren, född 30 april 1950 i Göteborg, är docent i journalistik och författare till ett flertal böcker och artiklar om kvinno- och presshistoria. Hon har arbetat vid Stockholms universitet, Umeå universitet och Södertörns högskola.

## Biografi
Lundgren studerade litteraturvetenskap samt praktisk och teoretisk filosofi vid Göteborgs universitet innan hon gick Journalisthögskolan i Stockholm.
Hon arbetade därefter som journalist och med jämställdhetsfrågor. Hon var bland annat redaktör för Kvinnovetenskaplig Tidskrift och sekreterare för utredningen SOU 1995:110, Viljan att veta och viljan att förstå. Kön, makt och den kvinnovetenskapliga utmaningen i högre utbildning  tillsammans med Ebba Witt-Brattström och Gertrud Åström. Hon var även jämställdhetssamordnare för Stockholms universitet.
Hon disputerade 2002 i journalistik vid JMK, Stockholms universitet, med avhandlingen Solister i mångfalden om kvinnliga dagspressjournalister med utgångspunkt i 1930-talet, signaturerna Bang (Barbro Alving), Maud (Maud Adlercreutz) och Attis (Astrid Ljungström). Avhandlingen analyserar dessa kvinnliga pionjärers insatser med terminologin "docere" (att undervisa), "movere" (att väcka känslor) och "delectare" (att underhålla), och beskriver hur de röjde väg för en mer kommenterande och samtalande journalistik, där kvinnliga läsare inbjöds att delta i samhällsdebatten.
Hon utkom 2010 med Alltför mycket kvinna, en presshistorisk biografi om Else Kleen som samhällsförbättrande journalist, med en pregnant egen röst inom så vitt skilda områden som mode, mentalsjukvård och fångvård. Tillsammans med Elin Wägner ansågs hon vara ”en av rösträttsrörelsens pressdrabanter”.
År 2014 gav hon ut Barrikaden valde mig om läkaren Ada Nilsson och hennes betydelse för kvinnosaken i offentligheten. Boken beskrivs av Maria Schottenius som "mycket genomarbetad och högintressant", och lyfter fram de konstruktiva och ansvarstagande inslagen i den svenska kvinnokampen under 1900-talet som viktiga orsaker till att den blev framgångsrik.